# Chase Fieler
Chase Fieler (Parkersburg, 10 juni 1992) is een Amerikaans basketballer.

## Carrière
Fieler speelde basketbal aan de Universiteit van Florida Gulf Coast van 2010 tot 2014. In het seizoen van 2014/15, nadat hij niet gedraft werd door een NBA-team, startte Fieler zijn carrière bij Club Ourense Baloncesto in de Spaanse LEB Oro, de Spaanse tweede divisie. Na in het reguliere seizoen 2e te zijn geworden won Ourense uiteindelijk de Playoffs. In het seizoen 2015-16 tekende Fieler een contract bij Donar. Hiermee werd hij vervolgens kampioen van de Dutch Basketball League. Vrij snel na de play-offs verlengde Fieler zijn contract bij Donar. Na twee seizoenen verliet hij de club en tekende in de Belgische competitie bij BC Oostende waar hij ook twee seizoenen speelde en tweemaal kampioen werd.
Voor het seizoen 2019/20 tekende hij in de Griekse competitie bij Promitheas Patras BC en speelde er een seizoen. Het seizoen erop tekende hij in de Duitse competitie bij Brose Bamberg. In 2021 trok hij naar Japan en speelde ene seizoen voor Utsunomiya Brex waarmee hij Japans landskampioen werd. Hij tekende het seizoen erop voor tweedeklasser Saga Ballooners en promoveerde met die club opnieuw naar de eerste klasse waar hij in het seizoen 2023/24 speelde met de club.

## Erelijst
- Nederlands kampioen: 2016, 2017
- NBB-Beker: 2017
- Supercup: 2016
- DBL All-Star Team: 2017
- DBL Statistical Player of the Year: 2017
- DBL Play-offs MVP: 2017
- DBL All-Star: 2017
- Belgisch kampioen: 2018, 2019
- Belgisch bekerwinnaar: 2018
- All-Pro Basketball League Teams: 2018
- B.League-kampioen: 2022